# Liquorice
Liquorice ist ein Lied der US-amerikanischen Rapperin und Sängerin Azealia Banks. Es stammt aus ihrer ersten EP 1991 und wurde von ihr in Zusammenarbeit mit Matthew Cutler geschrieben. Am 4. Dezember 2012 wurde der Song als zweite Single aus der EP ausgekoppelt, jedoch nicht so erfolgreich wie die vorherige Single 212. Die Single erschien bei den Labeln Interscope und Polydor, bei denen Banks zu der Zeit unter Vertrag stand.

## Veröffentlichung
Banks veröffentlichte den Song erstmals am 18. Dezember 2011 auf ihrem Tumblr-Account. Am 4. Dezember 2012 wurde es dann als digitale Single auf iTunes veröffentlicht.
| Nr. | Titel     | Länge |
| --- | --------- | ----- |
| 1.  | Liquorice | 3:16  |

## Musikvideo
Das Musikvideo zu Liquorice wurde am 14. Juni 2012 veröffentlicht. Es wurde von Rankin gedreht und Banks wurde von Nicola Formichetti gestylt. In dem Video sieht man wie Banks als Cowgirl auf einem Pferd durch die Wüste reitet. In einer anderen Szene trägt Banks Kleidung, die auf die US-amerikanische Flagge anspielen.

## Mitwirkende
- Azealia Banks – Text, Gesang, Rap
- Matthew Cutler – Text
- Lone – Produzent
- Rankin – Regie (Musikvideo)
- Nicola Formichetti – Stylist (Musikvideo)